# كيلي رينو
كيلي رينو (بالإنجليزية: Kelly Reno)‏ هو ممثل أمريكي، ولد في 19 يونيو 1966 في الولايات المتحدة.

## وصلات خارجية
- كيلي رينو على موقع IMDb (الإنجليزية)
- كيلي رينو على موقع أول موفي (الإنجليزية)
- كيلي رينو على موقع قاعدة بيانات الفيلم (الإنجليزية)